# Pisto manchego

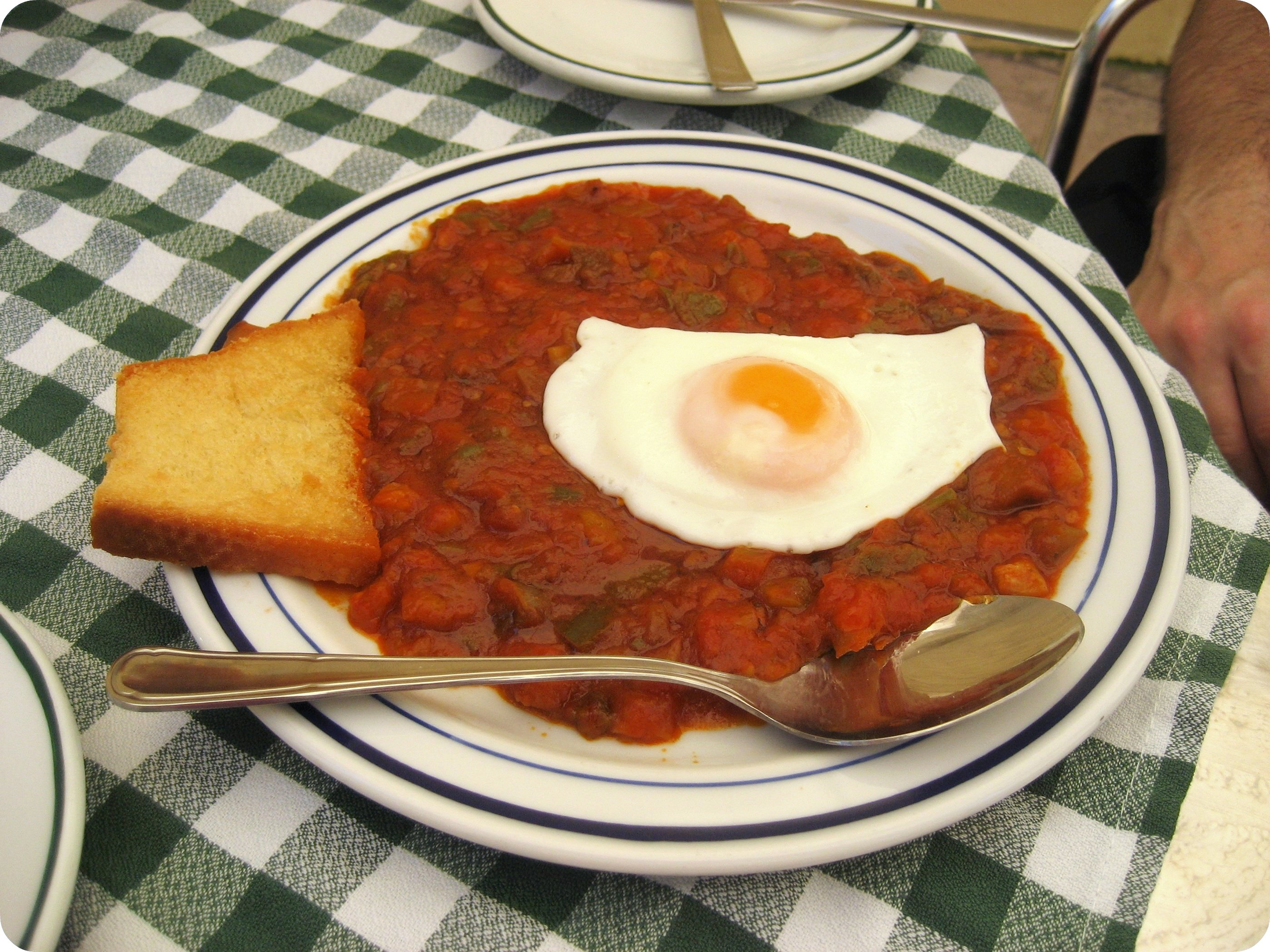
Dressage du pisto avec un œuf sur le plat.

Le pisto manchego (pisto manchois), connu également simplement comme pisto, est un plat traditionnel de la cuisine espagnole qui consiste en différents légumes mijotés, en général des légumes de saison disponibles dans un verger. Le surnom de manchois vient de La Mancha, bien qu'il soit possible de trouver ce plat partout en Espagne.

## Histoire
Originaire de la région de la Mancha en Espagne, le pisto manchego a été influencé par différentes cultures qui ont traversé et colonisé la péninsule ibérique. Certains historiens culinaires suggèrent que le plat a des origines arabes, remontant à l'époque où l'Al-Andalus dominait une grande partie de l'Espagne.

## Caractéristiques
Le pisto manchego (pisto manchois), connu également simplement comme pisto, est un plat traditionnel de la cuisine espagnole qui consiste en différents légumes mijotés, en général des légumes de saison disponibles dans un verger.